# Türkmenabat

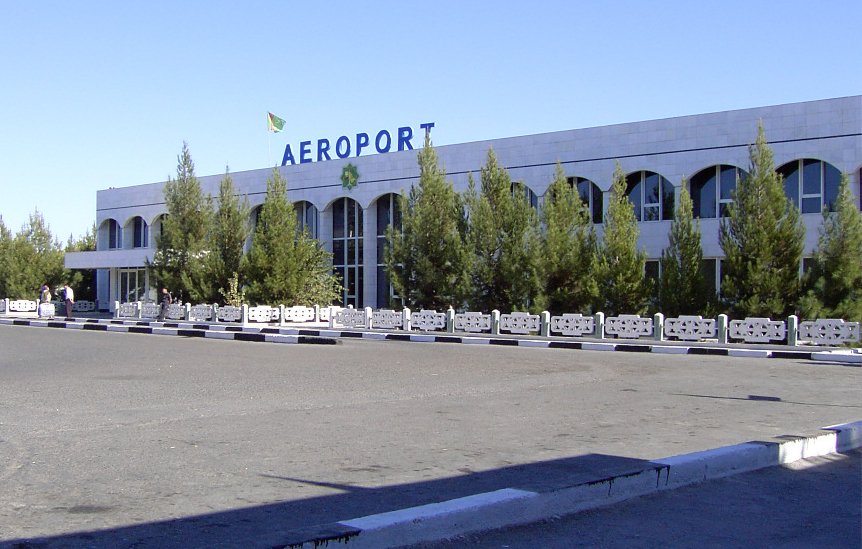
Türkmenabats flygplats

Türkmenabat (även Turkmenabad; tidigare Tjardzjou, även Tjardzjui, Tjardzjev, Tjärdzjew/Tjärdzjev, med kyrillisk skrift Чарджоу, Чарджуи, Чарджев respektive Чәрҗев) är den näst största staden i Turkmenistan med omkring 234 800 invånare (2005). Den är huvudstaden i provinsen Lebap. Staden ligger vid floden Amu-Darja i landets östra del, nära gränsen till Uzbekistan i norr.